# Antun Radić
Antun Radić (* 11. Juni 1868 in Desno Trebarjevo bei Sisak; † 10. Februar 1919 in Zagreb) war ein jugoslawischer Ethnologe, Publizist und Politiker.

## Biographie
Radić studierte Slawistik und klassische Philologie von 1888 bis 1892 in Agram und Wien. 1892 promovierte er in Zagreb mit einer Dissertation über die kroatische Literatur. Ab 1892 bis 1897 unterrichtete Antun Radić an Gymnasien in den kroatischen Städten Osijek, Požega, Varaždin und Zagreb.
1897–1901 arbeitete er am Sammelwerk „für das Leben des Volkes und die Bräuche (Traditionen) der Südslawen“ (Zbornik za narodni život i običaje Južnih Slavena). Dies war die erste auf kroatischem Boden erschienene ethnologisch-folkloristische Zeitschrift und wurde von der Kroatische Akademie der Wissenschaften und Künste veröffentlicht (HAZU). Im Jahre 1899 rief er das Magazin „Heimatblatt dem kroatischen Bauern für Gespräche und Bildung“ (Dom. List hrvatskomu seljaku za razgovor i nauk) ins Leben. Das war das erste kroatische Magazin, welches für die Landwirte gedacht war. Es wurde hauptsächlich von Antun mit Inhalten gefüllt und bis 1904 publiziert. Seiner Meinung nach fehlte es an einer politischen Kraft, welche die Interessen der Landwirte vertritt. Deswegen gründete Radić mit Bruder Stjepan (1871–1928) die kroatische Volks- und Bauernpartei (Hrvatsku pučku seljačku stranku, HPSS), welche 1920 in Kroatische Republikanische Bauernpartei (HRSS) und 1925 in Kroatische Bauernpartei umbenannt. Am Parteiprogramm, den lokalen Vertretern und an der Vorbereitung der Hauptversammlungen der HPSS wirkte er mit. Als Kandidat der HPSS war Radić dreimal Abgeordneter im kroatischen Parlament (1910–1913) und setzte sich für Reformen in der lokalen Verwaltung und der Bildung ein. An Parteizeitungen arbeitete er mit, insbesondere war Antun Redakteur (1908–1909) des Blattes Heimat (Dom) und deren Herausgeber (1912–1914). Das Amt des Sekretärs der Matica Hrvatska, dem wichtigsten Kulturverband Kroatiens, hatte Radić 1901–1909 inne. 1906–1909 war er Redakteur der Stimme der Matica Hrvatska (Glas Matice Hrvatske), in welcher Radić seine Ablehnung gegenüber Repräsentanten der Moderne in der kroatischen Literatur zeigte. Ab 1917 war er Professor im zweiten Zagreber klassischen Gymnasium.

## Thesen
Seine ethnologische Arbeit war begrenzt auf eine kurze Dauer zwischen 1896 und 1902. Radićs theoretisch-methodische Visionen und Konzepte befinden sich in der Arbeit „Grundlagen für das Sammeln und die Erforschung der Struktur des Lebens des Volkes“ (Osnova za sabiranje i proučavanje građe o narodnom životu). Diese machte ihn damit zum Begründer der kroatischen Ethnologie als selbständige Wissenschaft. Das Werk war als ausführliche und umfangreiche Anweisung für die ethnologische Arbeit konzipiert, ebenfalls als Mittel für die Untersuchung des „Bauernlebens“. In der Einleitung betont er, dass die Zeit „reif“ für eine neue Wissenschaft ist. Dabei schlug Radić „Volkswissenschaft“ oder Ethnologie vor. Der Gegenstand dieser Untersuchungen sollte das Volk und dessen Kultur sein. Um die Beziehung zwischen diesen zwei Kernkonzepten zu definieren, stellte Antun eine These über eine duale sozial-kulturelle Struktur des kroatischen Volkes auf. In dieser behauptet er, dass das Volk in zwei Gruppen geteilt sei: einmal in das „normale“ Volk (Landwirte/Bauern) und die „Herren“ (Nichtbauern), und dass jedes dieser Kollektive seine eigene Kultur besitze. Nur die Kultur des Volkes schätzte Radić als „ursprüngliche kroatische“ ein. Die „Herrenkultur“, also die der Gegenseite, stufte er als fremden Einfluss ein. Außerdem erarbeitete Radić wissenschaftliche Methoden zur Beantwortung ethnographischer und ethnologischer Fragen. Nach seiner Auffassung sollten nur Leute, welche „die Seele des Volkes“ kennen, das Wissen über das Volk festhalten können. Dies waren laut seiner Meinung nur die Leute, die selber das „Landleben“ leben und dort mitwirken, Landwirte, Bauern und eventuell Intellektuelle (z. B. Lehrer, Pfarrer o. ä.), welche vom „Land“ stammen. Die Ziele dieser Arbeit waren (nach eigenen Angaben) einerseits wissenschaftlich, andererseits auch politisch-ideologische Absichten. Das politisch-ideologische Ziel war, die Versöhnung zwischen „dem Volk und der Oberschicht (den Herren)“, gegenseitige Wertschätzung der jeweiligen Kulturen, Einbindung der Bauern und Landwirte in die Politik als gleichberechtigte Partner und politische Subjekte.
Neben der Ethnologie beschäftigte sich Radić darüber hinaus mit literaturgeschichtlichen Themen, übersetzte russische Autoren (A. S. Puškin, N. V. Gogolj, L. N. Tolstoj), veröffentlichte mehrere Texte zu aktuellen zeitgenössischen politischen Themen wie, die Stellung Kroatiens in der Habsburgermonarchie, die Resolution von Rijeka oder die Rolle der HPSS (Hrvatsku pučku seljačku stranku) in der kroatischen Gesellschaft. 

## Familie
Stjepan Radić, der Bruder, war ebenfalls Politiker. Er wurde vom Tschetnik-Führer Puniša Račić bei einem Attentat angeschossen und verstarb an den Folgen.

## Quelle
- Radić, Antun, Biografie, kroatisch

| Personendaten    | Personendaten                                     |
| ---------------- | ------------------------------------------------- |
| NAME             | Radić, Antun                                      |
| KURZBESCHREIBUNG | jugoslawischer Ethnologe, Publizist und Politiker |
| GEBURTSDATUM     | 11. Juni 1868                                     |
| GEBURTSORT       | Trebarjevo Desno                                  |
| STERBEDATUM      | 10. Februar 1919                                  |
| STERBEORT        | Zagreb                                            |